# Tieplakowka
Tieplakowka (ros. Тепляковка) – wieś (sieło) w Rosji, w obwodzie saratowskim, w rejonie bazarno-karabułackim. W 2010 liczyła 514 mieszkańców.